# Karacaahmet, Ulubey
Karacaahmet là một xã thuộc huyện Ulubey, tỉnh Uşak, Thổ Nhĩ Kỳ. Dân số thời điểm năm 2010 là 272 người.